# Пухонос альпийский
Пухоно́с альпи́йский (лат. Trichóphorum alpínum) — многолетнее травянистое растение, вид рода Пухонос.

## Описание
Стебли слабо шероховатые. Околоцветные щетинки в числе 4-6, ко времени плодоношения достигают длины 2 см; внешне колосок похож тогда на колосок пушицы. Цветёт весной.

## Распространение и среда обитания
Распространён на торфяных болотах тундры и тайги, в альпийском и гольцовом поясе гор.